# Równanie Gibbsa-Thomsona
Równanie Gibbsa-Thomsona – równanie określające związek pomiędzy krzywizną powierzchni międzyfazowej i potencjałem chemicznym składników w fazach.

## Ogólne informacje
Stężenia składników zależą od potencjałów chemicznych. Każda zmiana krzywizny powierzchni międzyfazowej wywołuje odpowiednią zmianę stężeń równowagowych w kontaktujących się fazach. Analizując przechodzenie składnika „x” do fazy {\displaystyle \alpha ,} można wyznaczyć relację, że:
{\displaystyle \mu _{x(r)}^{\alpha }-\mu _{x(\infty )}^{\alpha }={\frac {2\gamma \cdot \Omega }{r}},}
gdzie:
{\displaystyle \mu _{x(r)}^{\alpha }} – potencjał chemiczny składnika {\displaystyle x} w fazie {\displaystyle \alpha ,} gdy fazy kontaktują się poprzez niepłaską powierzchnię międzyfazową [J/mol],
{\displaystyle \mu _{x(\infty )}^{\alpha }} – potencjał chemiczny składnika {\displaystyle x} w fazie {\displaystyle \alpha ,} gdy fazy kontaktują się poprzez płaską powierzchnię międzyfazową [J/mol],
{\displaystyle \gamma } – energia powierzchniowa [J/m²],
{\displaystyle \Omega } – objętość molowa [m³/mol],
{\displaystyle r} – promień krzywizny [m].
Dla płaskiej powierzchni międzyfazowej {\displaystyle \mu _{x(\infty )}^{\alpha }} {\displaystyle (r\to \infty )} otrzymuje się trywialną wersję równania Gibbsa-Thomsona:
{\displaystyle {\frac {2\gamma \cdot \Omega }{r}}\to 0.}
Można również rozpatrywać zmianę energii swobodnej układu {\displaystyle \Delta G_{\gamma }} w wyniku istnienia granic międzyfazowych o skończonym promieniu krzywizny {\displaystyle (r\neq \infty ){:}}
{\displaystyle \Delta G_{\gamma }={\frac {2\gamma \cdot V}{r}},}
gdzie:
{\displaystyle V} – objętość [m³].

## Konsekwencje
- Promień krzywizny powierzchni r ma znaczenie, dopiero gdy promień krzywizny sferycznej cząstki staje się mniejszy, niż 1 μm.
- Stężenie równowagowe w roztworze zależy od wielkości cząstek w nim się znajdujących. Stężenie równowagowe jest wyższe w sąsiedztwie małych cząstek, a niższe w sąsiedztwie większych cząstek. Z tego powodu powstaje dyfuzja w kierunku cząstek, których powierzchnia posiada mniejszą krzywiznę (proces koagulacji)[3].

## Zastosowanie
Rola energii swobodnej powierzchniowej ma znaczenie w przypadku powstawania wydzieleń, koagulacji, sferoidyzacji, spiekania i rozrostu ziarna.